# ليف مورتنسن (لاعب كرة قدم)
ليف مورتنسن (16 أغسطس 1940 بكوبنهاغن في الدنمارك - ) هو لاعب كرة قدم دانمركي في مركز الوسط. شارك مع منتخب الدنمارك تحت 19 سنة لكرة القدم ومنتخب الدنمارك تحت 21 سنة لكرة القدم. أما مع النوادي، فقد لعب مع كوبنهاغن بولدكلوب ونادي أبردين ونادي أودينيزي ونادي غرينوك مورتون.

## وصلات خارجية
- ليف مورتنسن على موقع قاعدة بيانات كرة القدم.إي يو (الإنجليزية)